# Las Lajas (Chiriquí)
Las Lajas es un corregimiento y ciudad cabecera del distrito de San Félix en la provincia de Chiriquí, República de Panamá. La localidad tiene 1.521 habitantes (2010).
Debido al crecimiento poblacional fue dividido en 3 corregimientos: Las Lajas, Lajas Adentro y Santa Cruz.

## Las Lajas antes de la República
La comunicación hacia 1800 en la región de Chiriquí era por vía marítima, en Las Lajas, por el Puerto Cabuyal, y en San Juan, Distrito de San Lorenzo, por el Puerto de Algarrobo. Estas vías eran divergentes y convergentes en ambos pueblos, ya que la vía terrestre únicamente era transitada durante el verano, pues en invierno era peligrosa por los ríos y quebradas salidos de cauce.
Por medio de la ley de 12 de septiembre de 1855 se procedió a la reorganización del territorio del Istmo en siete departamentos, cada uno con sus respectivas cabeceras y distritos. El departamento de Chiriquí tenía por cabecera a la Villa de David y estaba compuesto por los distritos de Alanje, Bocas del Toro, Boquerón, David, Dolega, Gualaca, Remedios, Las Lajas, San Lorenzo y San Pablo.